# Бедный ребёнок
«Бедный ребёнок» (англ. The Poor Kid) — эпизод 1514 (№ 223) сериала «Южный парк», премьера которого состоялась 16 ноября 2011 года.

## Сюжет
Кенни МакКормик сидит у себя дома и смотрит телевизор, в то время как вся остальная семья — оба родителя, брат и сестра громко ссорятся. По телевизору идёт очередной выпуск передачи, суть которого сводится к облаве частного жилого дома с целью ареста жильцов, замеченных за избиением детей и изготовлением метамфетамина. В доме на экране Кенни узнаёт свой собственный. В прямом эфире МакКормиков арестовывают, а Кенни, Кевин и Карен попадают в новую приёмную семью в городе Грили. Карен не может отделаться от чувства страха, но её посещает Мистерион и говорит ей, что он всегда будет рядом.
По просьбе Картмана Баттерс проводит компьютерное расследование о доходах семей учеников школы, чтобы узнать, кто теперь после отъезда Кенни самый бедный, чтобы знать кого чморить. Результат расследования оказывается шокирующим — это сам Эрик Картман. Предполагая общее издевательство над собою, Картман решает превентивно исправить ситуацию, то есть, самостоятельно попасть в новую семью и надеется, что это будет на Гавайях. Он звонит полицейским и сообщает, что его мать является продавцом метамфетамина. После этого он попадает в ту же семью, что и Кенни, но быстро понимает, что там не так хорошо, как ему могло показаться. Детей там 8, все приёмные, все спят в одной комнате, глава семьи с женой являются маргинальными агностиками и приучают к этому всех детей жёсткими методами. Правильный ответ на любой вопрос о вере должен быть: «Может быть» или «Не знаю». Все должны пить газировку Dr. Pepper, потому что какой на самом деле у неё вкус — не понятно. По дому развешаны плакаты, на одном из которых, в частности, высказывается предположение о том, что всем на свете заправляет гигантская рептилоидная птица, поскольку у нас нет доказательств, что это не так.
В образе Мистериона Кенни избивает обидчицу Карен, используя приёмы восточных единоборств и уносит Карен на плечах вверх по водосточной трубе. Дети, присутствующие рядом, рассказывают приёмным родителям, что это был ангел. После чего приёмные родители запирают детей в подвале, привязывают по очереди цепями к потолку и поливают из шланга газировкой Dr. Pepper, требуя агностического отношения к ангелам.
После появляется попечитель вместе с Картманом, который настучал на своих приёмных родителей им назло. Когда чета отвлекается на шум на втором этаже и идёт выяснять причину, попечитель находит в подвале детей, один из которых подвешен на цепи и облит газировкой Dr. Pepper, а другие страшно напуганы.
Тем временем Мистерион оставляет послание о том, чтобы приёмные родители заглянули в холодильник. И там вместо огромного запаса Dr. Pepper оказывается баночка Pabst Blue Ribbon. Они пробуют её содержимое и превращаются в «белых отбросов», которых потом арестовали в той же самой передаче, в которой посадили родителей Кенни.
Картман радуется возвращению к новой жизни, и возвращению Кенни в школу, так как теперь он может издеваться над его бедностью. Но тут потолок проламывается и голова гигантской рептилоидной птицы хватает Кенни, бьёт его наотмашь по стенам и проглатывает. Крики Кенни доносятся уже из чрева, голова гигантской рептилоидной птицы исчезает из пролома. Ошеломлённый Стэн вместо привычной фразы произносит: «Какого хрена щас было?!», а Картман начинает плакать по поводу того, что теперь он снова самый бедный в школе. И судя по его реакции, он забывает о том, что Кенни многократно умирает и что он скоро переродится.

## Смерть Кенни
Кенни погибает в конце серии, будучи до смерти растерзан и съеден гигантской птицей. Это единственная смерть Кенни в 15-м сезоне, и одна из немногих во всём сериале, где Стэн и Кайл не произносят своих реплик.

## Факты
- Белые отбросы, о которых идёт речь в телепередаче в начале эпизода, — это грубое название бедных белых американцев с низким социальным статусом, к которым можно причислить и семью Кенни.
- Второй раз за сериал Кенни умер прямо в школе, первый раз был в серии «Ринопластическая клиника Тома».
- Мэтт Стоун, один из создателей сериала, является агностиком.
- У юных МакКормиков имена начинаются на К (Кенни, Кевин, Карен).
- Пиво Pabst Blue Ribbon действительно существует и достаточно популярно в аудитории хипстеров.